# Charles Christophe Reding de Biberegg
Charles Christophe Joseph Louis Reding de Biberegg, appelé en allemand Karl Christoph Reding né le 13 décembre 1760 à Schwytz (Suisse), mort le 27 juin 1817 à Marseille (Bouches-du-Rhône), est un général suisse du Premier Empire.

## États de service
Il entre en service en 1775, au service de l’Espagne, il est devient colonel le 13 mars 1806, et il reprend le régiment Rüttimann. Il est nommé brigadier le 14 février 1808, et le 17 mai suivant il passe au service du roi Joseph Bonaparte. Il est fait prisonnier avec son régiment le 22 juillet 1808, à la capitulation de Bailén.
Le 2 janvier 1810, il est libéré de prison, et il rejoint les troupes françaises à Séville. Il est promu général de brigade le 19 avril 1810, au service de Joseph Bonaparte.
De retour en France, il est confirmé dans son grade de général de brigade le 26 février 1814, et il est admis à la retraite.
Il meurt le 27 juin 1817, à Marseille.

## Sources
- (en) « Generals Who Served in the French Army during the Period 1789 - 1814: Eberle to Exelmans »
- (pl) « Napoléon.org.pl »
- Article Charles Christophe Reding de Biberegg dans le Dictionnaire historique de la Suisse en ligne..